# Akepa d'Oahu
L'akepa d'Oahu (Loxops wolstenholmei) és un ocell extint de la família dels fringíl·lids (Fringillidae).

## Hàbitat i distribució
Habitava els boscos de l'illa d'Oahu, a les Hawaii.